# Un ange à la mer
Un ange à la mer è un film del 2009 diretto da Frédéric Dumont.

## Premi e riconoscimenti
- Globo di Cristallo 2009 al Festival internazionale del cinema di Karlovy Vary